# 211e régiment d'infanterie (France)

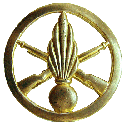
insigne de béret d'infanterie.

Le 211e régiment d'infanterie (211e RI) est un régiment d'infanterie de l'Armée de terre française créé sous la Révolution à partir de la 211e demi-brigade de première formation, recréé en 1914 avec les bataillons de réserve du 11e régiment d'infanterie.

## Création et différentes dénominations
- Août 1914 : 211e régiment d'Infanterie.
- Avril 1916 : dissolution.
- 1939 : recréation

## Chefs de corps
Campagne 1914-1918 :
Campagne 1939-1940 :
- 1939-1940 : Lieutenant-colonel Gane.

## Historique des garnisons, combats et batailles du211eRI

### Première Guerre mondiale
Affectations : casernement Montauban, 133e Brigade d'Infanterie, 17e Région Militaire, 67e Division d'Infanterie d'août 1914 à avril 1916.

#### 1914
Valmy... Vraincourt... Ferme de Plaisance et de Sébastopol le régiment perdit de nombreux hommes.

#### 1915
Woëvre (toute l'année).

#### 1916
Lors de la bataille de Verdun le régiment perd les deux tiers de ses hommes, puis le lieutenant-colonel est fait prisonnier. Le 211e RI est disloqué le 14 avril 1916.

### Seconde Guerre mondiale
Formé le 7 septembre 1939 dans le secteur de Saint-Gaudens du CMI no 173 sous les ordres du lieutenant-colonel Gane, il appartient à la 67e Division d'Infanterie, avec la 14e Compagnie Divisionnaire Anti-Chars.

## Inscriptions portées sur le drapeau du régiment
Il porte, cousues en lettres d'or dans ses plis, les inscriptions suivantes :
- Revigny 1914 ;
- Verdun 1916.

## Décorations
Aucune citation au régiment.

## Sources et bibliographie
- Archives militaires du château de Vincennes.
- Serge Andolenko, Recueil d'historiques de l'infanterie française, Paris, Eurimprim, 1969, 413 p. (OCLC 23418405).